# 特里亚纳

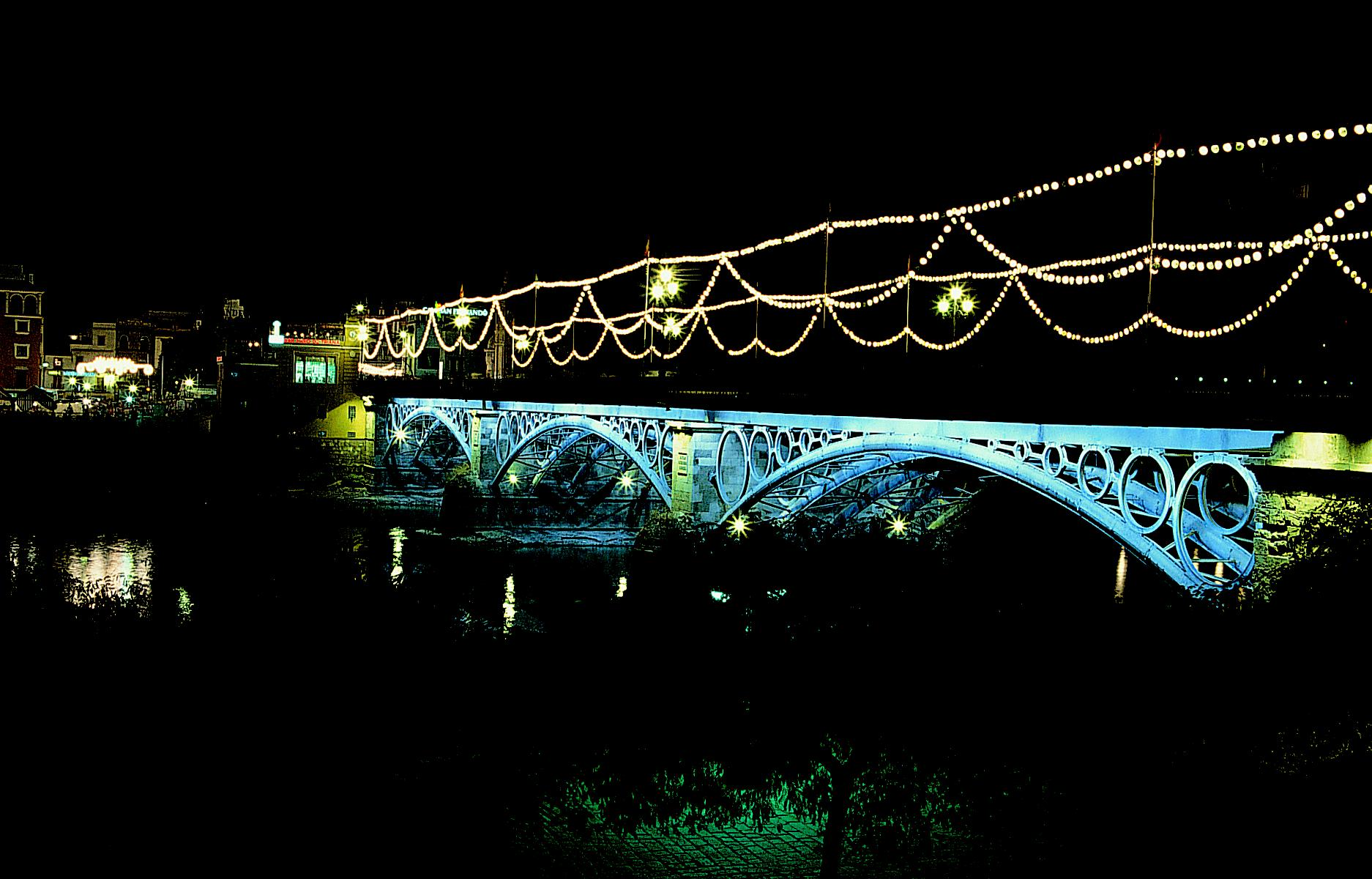
特里亚纳桥

特里亚纳（Triana）是西班牙塞维利亚的一个街区，与市中心隔瓜达尔基维尔河相对。
传统上，特里亚纳的居民认为这个街区与塞维利亚其他地方完全不同。实际上，特里亚纳是构成塞维利亚文化和传统的一个组成部分。
传统上，特里亚纳聚集着大批的罗姆人，通常住在老旧的栏式房屋中。但是这幅图像已经不再准确。例如，贝蒂斯街（Calle Betis）就拥有该省一些最昂贵的房地产，就整体而言，这个街区的大部份是相当富裕。

## 音乐
特里亚纳是弗拉门戈音乐的发明地，拥有许多吉卜赛血统的弗拉明戈明星，流行于整个安达卢西亚西部的塞维亚那斯（Sevillanas）这个舞蹈和音乐流派也来自特里亚纳。阿尔贝尼兹的钢琴独奏《伊比利亚》中有一个片段名为“特里亚纳”。 

## 名胜
- 圣安娜教堂（Iglesia de Santa Ana），这个堂区可追溯到1280年，是塞维利亚最古老的，根据阿方索十世的命令建造。
- 圣哈辛托教堂（Iglesia de San Jacinto），由建筑师马蒂亚·菲格罗亚兴建，可追溯到1775年。
- 圣哈辛托修道院（Convento de San Jacinto），由多明我会建于1676年。
- 圣若热城堡（Castillo de San Jorge）遗址，位于特里亚纳市场下方，阿尔托萨诺广场（Plaza Altozano），自1481年起宗教裁判所设此
- 特里亚纳桥（Puente de Triana），又名“伊莎贝拉二世大桥”（Puente Isabel II），跨瓜达尔基维尔河，兴建于1845年到1852年
- 圣安娜陶瓷（Cerámica Santa Ana），位于圣豪尔赫街（Calle San Jorge），1870年开设的陶瓷工厂
- 特里亚纳希望（La Esperanza de Triana），位于普雷扎街（Calle Pureza），在圣周特别受欢迎。

37°23′00.89″N 6°00′18.72″W / 37.3835806°N 6.0052000°W